# Juan Pedevilla
Juan Carlos Pedevilla (Buenos Aires, 6 giugno 1909 – 2005) è stato un calciatore argentino, di ruolo difensore e attaccante.

## Caratteristiche tecniche
Giocò sia come difensore che come ala destra.